# مرض عضال
مرض عضال هو مصطلحٌ يُستخدم لوصف الأمراض التي تستمر في التطور ولا يمكن علاجها لتؤدي في النهاية إلى الوفاة، لا يمكن التنبؤ بمتوسط العمر المتوقع للأشخاص الذين يعانون من مرض عضال ولكن متوسط العمر لا يتجاوز الأشهر في الغالب، يفترض الطبيب متوسط عمر المريض بناءً على سيرته المرضية وليس بالضرورة أن يكون تقدير عمر المريض صحيحًا لأنه يُبنى على الافتراض. يسمى المرض طويل الأمد الذي يتقدم بشكل بطيء بالمرض المزمن.
يمكن أن يختار المصاب بمرض عضال قرار تحديد طريقة علاجه أو موته بعد إثبات تشخيصه مثل الإستمرار بالعلاج نفسه أو طلب تقديم الرعاية الصحية أو الإنتقال لمستشفى الحالات النهائية أو الموت بمساعدة الغير، ويمكن أن يتخذ القرار بمشورة أهله ومع أخذ التوصيات الطبية لاختيار أفضل خيار متوفر.
سيختلف نمط حياة المريض بعد تشخيص إصابته بمرض عضال اعتمادًا على طبيعة المرض وطريقة علاجه وربما قد يُمنع المريض من بعض الأمور. غالبًا ما يصاب المريض بالقلق والاكتئاب المتعلق بموته المحتمل ويمكن أن تخفف عائلته بالإضافة إلى مقدمي الرعاية الصحية من حالته النفسية، وإذا لزم الأمر يمكنه اللجوء للرعاية التلطيفية.
يستطيع المريض التخطيط المسبق للرعاية في المستقبل عندما لا يقدر المريض على اتخاذ القرارات بنفسه أو أن يعبر عن رغباته، بما أن موته محتم ولا يمكن تفاديه على الأقل يمكنه أن يضمنه حدوثه بطريقة جيدة.

## إدارة المرض
لا يوجد أي دواء لعلاج المرض العضال ولكن يصف الأطباء مسكنات للآلام وأدوية لعلاج ضيق التنفس، تتجه بعض الآراء إلى إيقاف جميع الأدوية لتقليل الأعراض الجانبية للأدوية المستخدمة لإطالة العمر بينما يتجه البعض إلى الإستمرار بالعلاج حتى إن كان قويًا متمسكين بنسبة النجاح الضئيلة. تُرفض العلاجات التقليدية في الحالات النهائية للمرضى وتحبذ العلاجات البديلة مثل التعديلات الغذائية الجذرية.
غالبًا ما يستخدم الأطباء الرعاية التلطيفية لإدارة أعراض المرض مثل الألم أو يلجأون للرعاية في مستشفى الحالات النهائية أو في المنزل، تحسن العلاجات الإضافية مثل جلسات الاسترخاء والتدليك والوخز بالإبر من أعراض المرض ومعاناة المرضى.

### تقديم الرعاية
يحتاج المصابون بالمرض العضال ممرض أو شخص متخصص من أفراد العائلة لتقديم الرعاية وتذكيرهم بمواعيد الأدوية المسكنة لعلاج الألم ومساندتهم نفسيًا والتأكد من راحتهم.
تتوارد العديد من الأسئلة من قبل العائلة حول صحة المريض وفي هذه الحالة يجب على الطبيب إجابتهم بكل شفافية وعدم بناء آمال زائفة غير مبنية على حقائق لتطمينهم فقط.
يحتاج مقدمو الرعاية الصحية للأطباء والممرضين في بعض الأحيان مثل:
- إذا شعر المريض بألم شديد وغير محتمل.
- صعوبة التنفس أو انعدامه.
- الشعور بالاكتئاب ومحاولة إيذاء نفسه.
- رفض تناول الأدوية المخصصة لعلاج حالته.
- إذا صعبت الحالة على مقدم الرعاية الصحية.

يجب أن يتمتع مقدم الرعاية الصحية بقابلية الإستماع للمريض بكل تركيز ومن دون الحكم على أقواله وتصرفاته مع إحترام خصوصيته وحفظه لاسراره.

### الرعاية التلطيفية
تركز الرعاية التلطيفية على توجيه رغبات المريض بعد تشخيص إصابته بمرض عضال، ولا تُعنى بتقديم علاج للمرض بحد ذاته وإنما معالجة أعراضه فقط مثل توفير الراحة من الألم والأعراض الأخرى وتقديم الدعم النفسي بالإضافة إلى تمكين المرضى من اتخاذ قراراتهم التي تتعلق بطريقة العلاج وفهم إرادتهم من خلال فهم أهداف حياتهم المتبقية وجودة حياتهم المستقبلية.
تحسن الرعاية التلطيفية من نفسية المريض وعائلته نتيجة لتحسين جودة الحياة (الرعاية الصحية).
يخلط العديد بين معنى مصطلح الرعاية التلطيفية ومعنى مستشفى الحالات النهائية نظرًا لتشابه أهدافهم، لكن مستشفى الحالات النهائية مخصص فقط للمصابين بمرض عضال بينما مصطلح الرعاية التلطيفية يعطى للحالات المستعصية والحالات الأخرى أيضًا.

### الرعاية النهائية
تركز الرعاية النهائية المقدمة في مستشفيات الحالات النهائية على تقديم أفضل جودة لحياة المريض وتلبية احتياجاته النفسية والعاطفيه في نهاية حياتهم على عكس المستشفيات الاعتيادية التي تهتم بمعالجة المرض وإطالة عمر المريض.
يعتقد البعض أن مستشفى الحالات النهائية تعجل من موت المريض لأن المريض استسلم لمرضه ولم يحاربه، لكن أثبتت الدراسات أنهم يعيشون متوسط العمر نفسه بل وأكثر من الذين يتلقون العلاج في المستشفيات الاعتيادية بالإضافة إلى تقليل نفقة العناية الطبية.
تحرص مستشفيات الحالات النهائية على قضاء وقت كبير للمرضى مع الأهل والأصدقاء، بالإضافة إلى تكوين صداقات مع أشخاص يشتركون في نفس الحالة المرضية ويواجهون الحياة سويًا. كما يمكن للمريض قضاء فترة علاجه في المنزل بدلًا من ارتياد المستشفى بوجود مقدمي الرعاية الصحية في المنزل إذ يمكن توفير الرعاية النهائية في المنزل أو المشفى أو في دور الرعاية المتخصصة.

### الأدوية المستخدمة لمرضى العضال
يعاني أغلب مرضى العضال من الألم خصوصًا ألم مرض السرطان، ولأجل هذا توصف أدوية أشباه الأفيونات لتخفيف المعاناة بجرع مختلفة حسب نوع المرض وحدته. تكمن المشكلة الوحيدة في عدم توفر هذا النوع القوي من المسكنات مثل أشباه الأفيونات في بعض البلدان.
يحل ضيق التنفس في المرتبة الثانية بين الأعراض التي تظهر على مرضى العضال، ولحل هذه المشكلة وتخفيفها يصف الأطباء أشباه الأفيونات.
يصف الأطباء بقية الأدوية اعتمادًا على حالة المريض الصحية، على سبيل المثال يصف الطبيب الأدوية المضادة للاكتئاب والأدوية المضادة للالتهاب والأدوية المضادة للتقيؤ إذا كان المريض يعاني من الاكتئاب.

### استكمال العلاج
يطلب بعض مرضى العضال الإستمرار في تلقي علاجهم لمحاربة المرض وعدم الاستسلام له مؤمنين بحدوث معجزة تعالجهم، إذ ينفق المرضى مئات الدولارات وأكثر لمجرد إطالة عمرهم لأشهر على الأقل حتى وإن كان العلاج مؤلمًا وغير مريح.

### زراعة الأعضاء
اكتشفت الدراسات أن مرضى العضال المصابية بالفشل الكلوي في مرحلته الأخيرة يمكن أن يظهر أمل مشع في علاجهم بعد زراعة الكلية وتحسين جودة حياتهم وإطالة عمره، يجب أن يجري المريض عدة فحوصات قبل زراعة الأعضاء مثل تحاليل الدم واختبار الحمل واختبار الإدرار.

## الرعاية الطبية
تختلف أساليب الرعاية الصحية للمرضى الاعتياديين في المستشفى عن مرضى العضال.

### علاقة الطبيب بالمريض
تمثل هذه العلاقة عنصرًا أساسيًا في الرعاية الصحية ويجب أن ترتكز على الثقة الكاملة للمريض بالطبيب خصوصًا إذا كان مريض عضال، بالإضافة لتواصل الطبيب دائمًا مع المريض بخصوص تطور حالته وعدم إحباطه لأن ذلك سيؤثر سلبًا على صحة المريض العقلية والنفسية.

### توقعات الوفاة
يعطي الطبيب تشخيصًا بمتوسط العمر التقريبي لمريض العضال وغالبًا ما يتراوح بين ستة أشهر أو أقل ولكن ليس بالضرورة أن يكون التخمين صحيحًا.